# Didemnum madagascariense
Didemnum madagascariense är en sjöpungsart som beskrevs av Enrico Adelelmo Brunetti 2007. Didemnum madagascariense ingår i släktet Didemnum och familjen Didemnidae. Inga underarter finns listade i Catalogue of Life.